# Rue Cavallotti
La rue Cavallotti est une voie du 18e arrondissement de Paris, en France.

## Situation et accès
La rue Cavallotti est une voie publique située dans le 18e arrondissement de Paris. Elle débute au 16, rue Forest et se termine au 18, rue Ganneron.

## Origine du nom
Elle porte le nom du poète et auteur dramatique, homme politique italien Félix Carlo Emmanuele Cavallotti (1843-1898).

## Historique
Cette voie ouverte, en 1897, sur l'emplacement du passage des Deux-Nèthes est classée dans la voirie parisienne par un décret du 1er novembre 1898 puis prend sa dénomination actuelle par une arrêté du 10 janvier 1899.